# Střítež pod Křemešníkem
Střítež pod Křemešníkem (dříve Střítež u Branišova, německy Strietesch bei Branschau) je obec v okrese Pelhřimov v Kraji Vysočina. Žije zde 62 obyvatel. Východně od obce protéká Kladinský potok, který je levostranným přítokem Jankovského potoka.

## Historie
První písemná zmínka o obci pochází z roku 1379.

## Obyvatelstvo
| Rok            | 1869 | 1880 | 1890 | 1900 | 1910 | 1921 | 1930 | 1950 | 1961 | 1970 | 1980 | 1991 | 2001 | 2011 | 2021 |
| -------------- | ---- | ---- | ---- | ---- | ---- | ---- | ---- | ---- | ---- | ---- | ---- | ---- | ---- | ---- | ---- |
| Počet obyvatel | 205  | 211  | 223  | 225  | 198  | 229  | 207  | 151  | 130  | 98   | 78   | 56   | 42   | 45   | 63   |
| Počet domů     | 33   | 34   | 37   | 34   | 34   | 34   | 39   | 36   | 32   | 25   | 22   | 30   | 30   | 31   | 34   |

## Obecní správa
Mezi lety 1869–1976 Střítež pod Křemešníkem byl obcí v okrese Pelhřimov. Od 1. dubna 1976 do 31. prosince 1991 patřil jako část obce k Vyskytné a od 1. ledna 1992 je opět samostatnou obcí.

### Obecní symboly
Znak a vlajka byly obci uděleny rozhodnutím předsedy Poslanecké sněmovny Parlamentu České republiky dne 10. září 2021.